# BMR-X
BMR-Xとは、神戸港にある人工島・ポートアイランドにかつて存在したレジャー施設、神戸ポートピアランドに設置されていたローラーコースター。
神戸ポートピアランドがドイツの遊具機器メーカー、ジーラー社（英語版）と共同開発した。
ドイツのババリア（バイエルン地方の英語名）を走る山岳鉄道をイメージしたもので、国内では東京ディズニーランドのビッグサンダー・マウンテンに先駆けて走行を開始している。
かつて那須ハイランドパークにも「ライトニングコースター」と称される同型のマシーンが設置されていた。

## 概要
ドイツの雰囲気をイメージした景観整備を行っていたポートピアランドは、ドイツの高層ビルの谷間を走り抜ける鉄道かババリア地方の山岳鉄道をイメージした大型造形コースターを検討し、山岳鉄道型のコースターの開発に着手。ジーラー社と2年6ヶ月間の共同開発を行い、総工費10億円をかけ完成に至った。
1987年（昭和62年）3月27日に原型となる「ババリアン・マウンテン・レールロード」（Bavarian Mountain Railroad 略称：BMR）の名称で開業。ファーストドロップのカーブにひねりを加え、何重にも往復し出入りする岩山のトンネルの造形を施しスリル感を高めた設計としていた。
1996年（平成8年）には乗降場を石造りの内装、車両をメタリック調にし、コースは旧来のBMRの山が火山だったという設定で、宝映エンタープライズにより7000万円の改装費をかけ蒸気の噴出・イルミネーション・レーザー光線・噴水などを追加し、終盤の乗降ホーム直前には120インチスクリーンに別の列車を投影し正面衝突させる演出を施し、「BMR-X」として3月9日に再開した。その後2006年（平成18年）3月31日に閉園し、このコースターも撤去された。

## スペック
- 料金：700円[1]（「ババリアン・マウンテン・レールロード」時代は600円）
- 定員：14人（1車両2人乗り7両編成）[1]
- 走路全長：800m[1][2]
- 最高時速：80km[1][2]
- 最大勾配：縦54.7度・横80度[2]
- 最大高度：26.5m[4]
- 所要時間：2分30秒[1]